# Salvor Hardin
Salvor Hardin és un personatge de la novel·la La Fundació de l'escriptor Isaac Asimov. Apareix per primer cop en el conte de "Els enciclopedistes" dins del primer llibre de la trilogia de les fundacions, tot i que el seu nom apareix en les següents històries com un home llegendari que va enfrontar-se a una de les Crisis Seldon.

## Biografia
Fou un dels primers grans alcaldes del planeta Terminus. Hàbil en l'art de la manipulació mai va perdre de vista l'ideal del pla Seldon que donava sentit a l'existència de la Fundació. En els seus inicis va començar com un enciclopedista més especialitzat en psicologia; tot i això, en veure que aquella especialitat no li oferiria gaire bones perspectives de futur, va decidir dedicar-se a la política.
Malgrat la manca de poder real com a alcalde, car en aquells moments el poder de Terminus estava en mans del consell de l'Enciclopèdia Galàctica, Hardin controlava l'opinió pública gràcies al diari Journal. Aprofitant-se de la bona imatge com a polític, va obtenir una gran influència en les relacions externes a la Fundació.

### Resolució de la crisi Seldon
Durant el temps on Hardin és alcalde, la Fundació es veu immersa en la primera de les crisis que Hari Seldon havia predit cinquanta anys abans gràcies a la psicohistòria.
Amb un Imperi Galàctic en decadència, la colònia de Terminus (seu del projecte de l'Enciclopèdia Galàctica i únic planeta controlat per la Fundació en aquells moments) es troba entre quatre províncies que es declaren independents (Anacreont, Smyrno, Konom i Daribow). Terminus és l'únic planeta de la perifèria que disposa d'energia Nuclear i, per tant, suposa un avantatge tàctic molt important.
A la Fundació Hardin és l'únic que intueix el perill real i decideix actuar en contra del consell de l'Enciclopèdia Galàctica (òrgan de govern màxim de la Fundació) i pren el control de Terminus. Un cop aconseguit el control, es comunica amb cadascun dels regnes veïns per tal que entenguin que la possessió d'energia nuclear per part de la Fundació pot inclinar la balança cap a un dels bàndols. Això porta als quatre imperis a una situació d'equilibri on, en cas que un dels regnes pretengui envair Terminus, els altres tres l'atacaran per mantenir la igualtat de forces. Salvor Hardin va aconseguir així solucionar la Crisi Seldon i garantir l'estabilitat de Terminus.